# Carrier Sense Multiple Access
Der englische Begriff Carrier Sense Multiple Access (CSMA) (deutsch etwa: Mehrfachzugriff mit Trägerprüfung) bezeichnet im Bereich der Telekommunikation und der Rechnernetze ein dezentrales, asynchrones Verfahren zum Erlangen des Zugriffsrechts (Arbitration) nach dem Konkurrenzverfahren auf Busleitungen wie z. B. den Feldbus, oder auch auf einen Funkkanal.

## Funktionsweise
Trägerprüfung bzw. Carrier Sense bedeutet, dass alle Teilnehmer den Status der Busleitung beobachten und ihre Nachrichten nur senden, wenn gerade kein anderer Teilnehmer sendet, der Kanal also frei ist. Ist das Medium für eine bestimmte Zeitspanne (9,6 µs bei 10-Mbps-Ethernet, 960 ns bei 100-Mbps-Fast-Ethernet und 96 ns bei 1000 Mbps) nicht belegt, wird es als frei betrachtet.
CSMA teilt sich wiederum in verschiedene Verfahren zur Behandlung oder Vermeidung einer Kollision auf dem Bus auf. Kollisionen können eintreten, wenn zwei oder mehr Teilnehmer gleichzeitig mit dem Senden beginnen.

## Arten
Man unterscheidet drei Arten von CSMA:
- 1-Persistent: Wenn das Medium als besetzt erkannt wird, wird geprüft, bis es frei wird; wenn frei, wird gesendet (mit Wahrscheinlichkeit 1, d. h. immer).
- P-Persistent: Es wird mit der Wahrscheinlichkeit P, nachdem der Kanal als frei identifiziert wurde, angefangen zu senden. Im Fall, dass die Station nicht sendet (1-P) wartet sie eine festgelegte Zeitspanne, ehe Sie erneut prüft.
- Non-Persistent: Nachdem das Medium als besetzt erkannt wird, wird für ein zufälliges Zeitintervall gewartet, und danach wieder geprüft; wenn frei, dann wird gesendet.

## CSMA/CA
Hauptartikel: Carrier Sense Multiple Access/Collision Avoidance
Carrier Sense Multiple Access/Collision Avoidance vermeidet Kollisionen durch eine zufällige Wartezeit nach der Kanalfrei-Erkennung. CSMA/CA sollte jedoch nicht mit dem Multiplexverfahren CDMA, das in der Mobilfunktechnik Anwendung findet, verwechselt werden. Hauptverwendungsgebiet sind Funknetzwerke.

## CSMA/CD
Hauptartikel: Carrier Sense Multiple Access/Collision Detection
Carrier Sense Multiple Access/Collision Detection erkennt Kollisionen und versucht die Konkurrenzsituation durch Abbruch der aktuellen Sendung und anschließende unterschiedliche Sendeverzögerung zu vermeiden. Da die Sendeverzögerungen im Normalfall zufällig gewählt werden, handelt es sich um ein stochastisches Verfahren. CSMA/CD ist auch die Zugangstechnologie in lokalen Computernetzwerken und wird häufig mit dem Begriff Ethernet gleichgesetzt.

## CSMA/CR
Hauptartikel: Carrier Sense Multiple Access/Collision Resolution
Carrier Sense Multiple Access/Collision Resolution erkennt Kollisionen und löst die Konkurrenzsituation durch Prioritätsanalyse beim gleichzeitigen Start von Übertragungen. CAN setzt das Verfahren durch Bit-Arbitrierung um.